# Désiré Thomassin

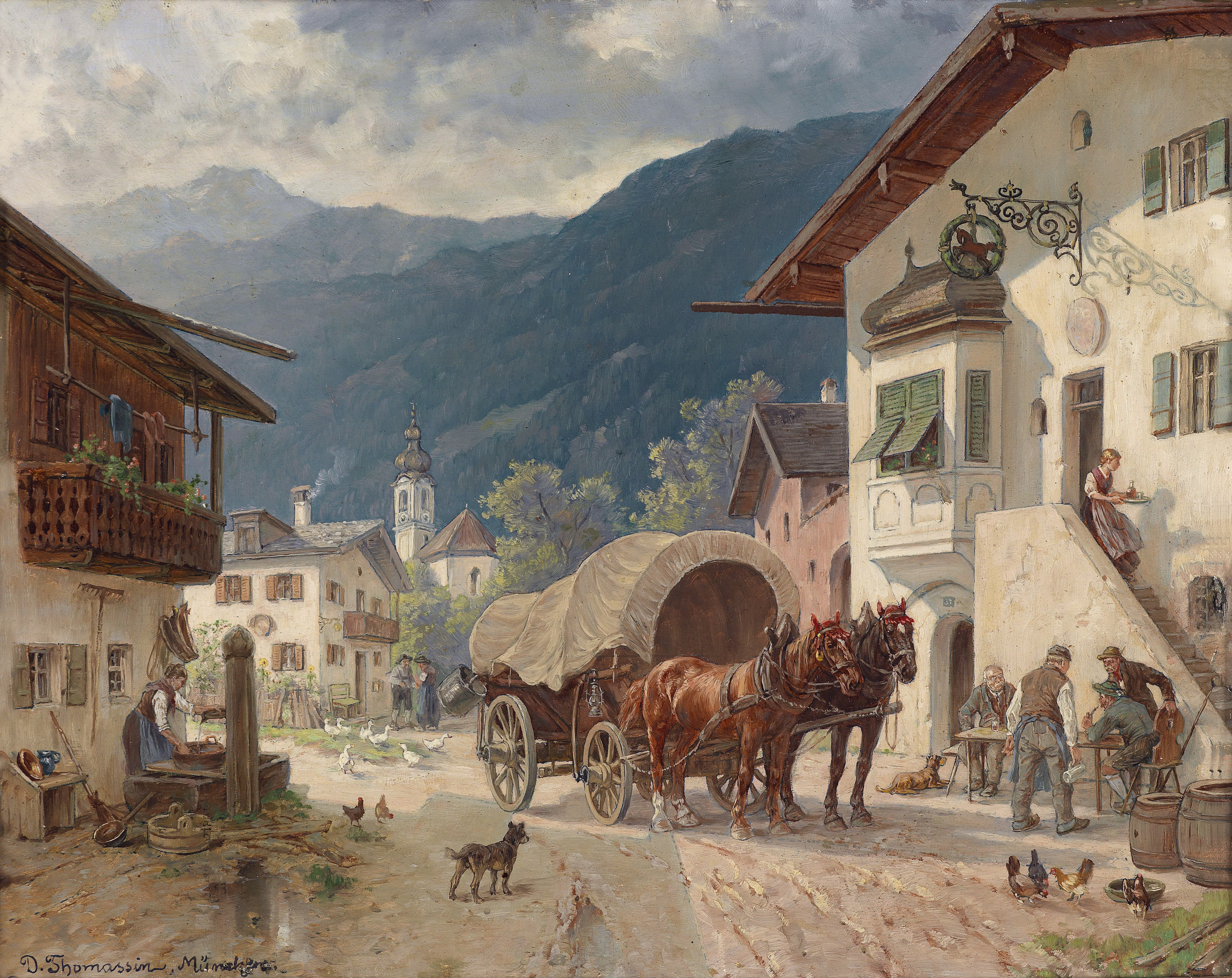
Désiré Thomassin: Rast vor dem Wirtshaus

Désiré Thomassin (* 11. Februar 1858 in Wien; † 24. März 1933 in München) war ein österreichischer Maler und Komponist.

## Leben
Désiré Thomassin war der Sohn eines hohen Verwaltungsbeamten des Herzogs von Parma und einer Deutschen. Mit 19 Jahren wurde Thomassin 1877 Schüler der Königlichen Musikschule München. Bis 1881 war er dort Schüler der Professoren Josef Gabriel Rheinberger und Max Hieber.
Nach seinem Studienabschluss war Thomassin bis 1883 in wechselnden Stellungen als Musiklehrer tätig. Thomassin begriff sich in erster Linie als Komponist. Trotz einiger Anerkennung auf diesem Gebiet konnte er seine Familie damit nicht ernähren. Daher verlegte er sich auf die Malerei. Allgemein wird angegeben, Thomassin habe bei Wilhelm von Diez an der königlichen Akademie der Künste in München studiert. In den Matrikellisten der Akademie ist er jedoch nicht nachzuweisen; ein Studium an der Akademie kann daher ausgeschlossen werden.

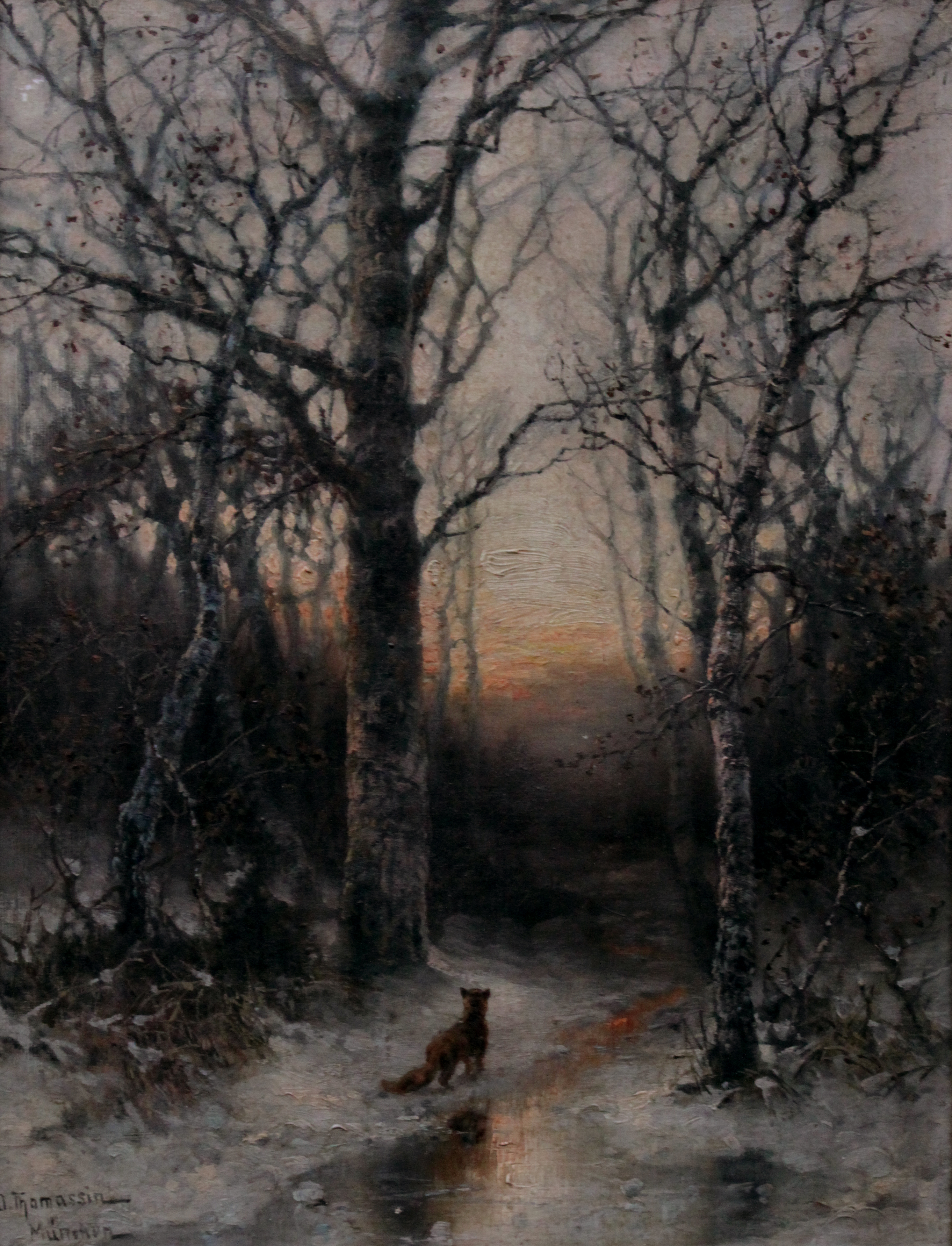
Désiré Thomassin: Fuchs im Winterwald, Privatbesitz

Trotz seines Maltalents erhielt er kaum Aufträge und konnte seine prekäre wirtschaftlichen Lage nicht verbessern. Daher begann er, für den Münchner Kunsthändler Jakob Anger zu arbeiten. Dieser nahm ihm regelmäßig Bilder gegen eine nur geringe Entlohnung ab. Thomassin litt unter dieser „Fronarbeit“ und signierte viele Bilder mit dem angenommenen Namen Renardt. In den Sommermonaten mit vielen Touristen veranstaltete Anger häufig Versteigerungen, bei denen sich Thomassin unter die Käufer mischen und durch Scheingebote die Preise in die Höhe treiben musste.

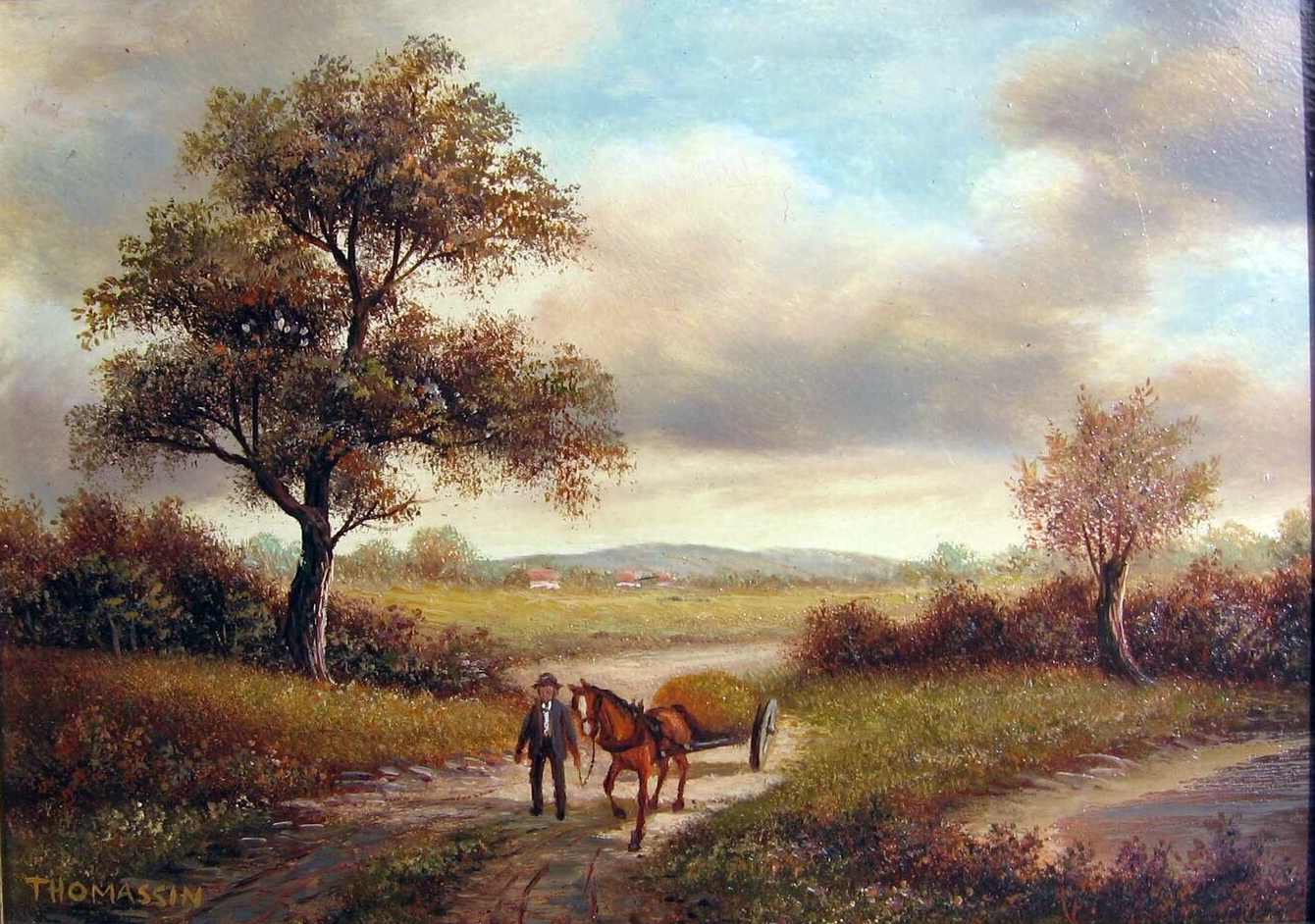
Desiré Thomassin, Pferdefuhrwerk, Öl auf Leinwand, Privatbesitz

Schwerpunkt von Thomassins Schaffen waren bäuerliche Genreszenen, Küstenlandschaften und winterliche Eis-Landschaften in fein abgestufter Stimmungsmalerei. Dabei lehnte er sich stark an Diez’ naturalistischem Stil an. Thomassin stand der Dachauer Künstlerkolonie nahe und war Mitglied im Reichsverband bildender Künstler Deutschlands.
Als Komponist wurde Désiré Thomassin erst ab ca. 1908 einer breiteren Öffentlichkeit bekannt. Als wesentlicher Wegbereiter dieser späten und plötzlichen Entdeckung Thomassins wird gemeinhin Felix Mottl angegeben. Ab 1908 wurden Thomassins Werke im deutschsprachigen Raum viel gespielt und erhielten gute Kritiken. So widmete Désiré Thomassin sein Violinkonzert dem bekannten Geiger Felix Berber, der es auch uraufführte. Der Psychologe Franz Carl Müller-Lyer nannte Thomassin in seinem Buch „Phasen der Liebe“ (1913) gar in einem Atemzug mit Ludwig van Beethoven und Bruckner. Die Frühwerke Thomassins (vor 1908) wurden vom Komponisten zum Großteil zurückgezogen. Vielmehr setzte ab 1908 eine große kompositorische Schaffensphase ein, in der die meisten der heute bekannten Werke Désiré Thomassins entstanden sind.

## Kompositionen
- 2 Sinfonien
- Sinfonietta für Kammerorchester
- Violinkonzert
- Die Macht des Gesanges für Soli, Chor und Orchester
- 3 Violinsonaten
- Cellosonate
- Klaviertrio
- 3 Streichquartette

Bei der Anzahl der jeweiligen Werkgattungen kommt es zuweilen zu Differenzen, je nachdem ob man die Frühwerke Thomassins mitzählt oder nicht.